# Louise Hanssens
Louise Hanssens, född okänt år, död 20 maj 1599, var en nederländsk abbedissa.
Hon är känd för sin roll i samband med avvecklingen av klostret Ter Hage i samband med reformationen under det nederländska frihetskriget.
Louise Hanssens efterträdde Amalberga Vos som abbedissa i cistercienserklostret Ter Hage i Axel i Zeeland den 20 april 1573. Klostret var då i dåligt skick: reformationen pågick i området, klostrets tidigare beskyddare familjen van Hembyze konverterade till kalvinismen, endast tretton nunnor fanns kvar och inkomsterna hade minskat med hälften sedan 1570. 
Den 17 juni 1574 överfölls och plundrades klostret och nunnorna flydde till Gent, där de lovats beskydd av Jan van Hembyze. 1577 införde Jan van Hembyze reformationen i Gent, och Louise Hanssens evakuerade tillbaka nunnorna till Ter Hage; efter ännu ett överfall lät hon placera ut nunnorna två och två hos enskilda familjer. När Jan van Hembyze hotade dra tillbaka sitt beskydd om Louise Hanssens inte gifte sig, samlade hon 1581 ihop nunnorna och evakuerade till Saint Omaars, där hon fick beskydd av biskopen. 
1584 erövrades Gent av spanjorerna under hertigen av Parma, som avrättade Jan van Hembyze och återinförde katolicismen. Louise Hanssens och hennes nunnor kunde återvända till Gent, och inledde insamlingar för att återinviga sitt gamla kloster. Planerna fick avbrytas när området slutgiltigt erövrades av den nederländska armén 1586. Hon fick 1589 ett hus i Molenaarsstraat, där hon levde till sin död. Huset fungerade sedan som lokal för klostret Ter Hage till 1794, då det upplöstes under den revolutionära franska ockupationen. 